# Paweł Skrzecz
Paweł Ludwik Skrzecz est un boxe anglaiseur polonais né à Varsovie le 25 août 1957.

## Carrière
Médaillé d'argent aux Jeux olympiques de Moscou en 1980, sa carrière amateur est également marquée par une médaille d'argent aux championnats du monde de Munich en 1982 et aux championnats d'Europe de Varna en 1983 et par une médaille de bronze à Cologne en 1979 dans la catégorie mi-lourds.

### Jeux olympiques
- Médaille d'argent aux Jeux de 1980 à Moscou

### Championnats du monde de boxe amateur
- Médaille d'argent en -81 kg en 1982 à Munich, RFA

### Championnats d'Europe de boxe amateur
- Médaille d'argent en -81 kg en 1983 à Varna, Bulgarie
- Médaille de bronze en -81 kg en 1979 à Cologne, RFA

### Championnats de Pologne
- Champion national à 4 reprises.